# Mastecký vodopád
Mastecký vodopád se nachází ve východní části kamenolomu u vsi Masty v okrese Rychnov nad Kněžnou. Jeho výška činí 9 metrů. Vznikl kolem roku 1984 odtěžením svahu v místě levostranného bočního přítoku Zlatého potoka. Přístup k vodopádu je omezený, protože se nachází na území činného kamenolomu, kam je vstup nepovolaným osobám zakázán.

## Fotogalerie

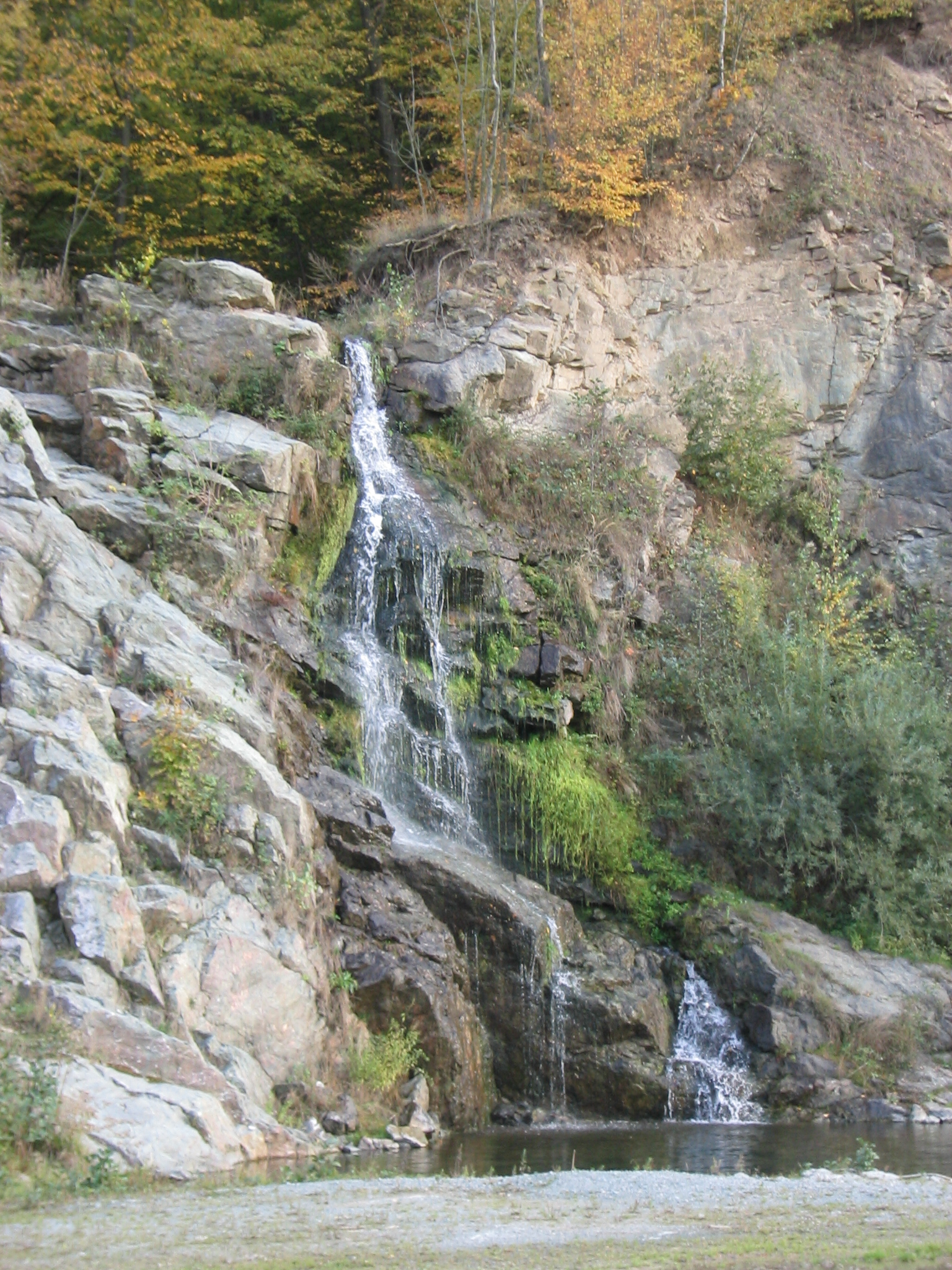
V barvách podzimu
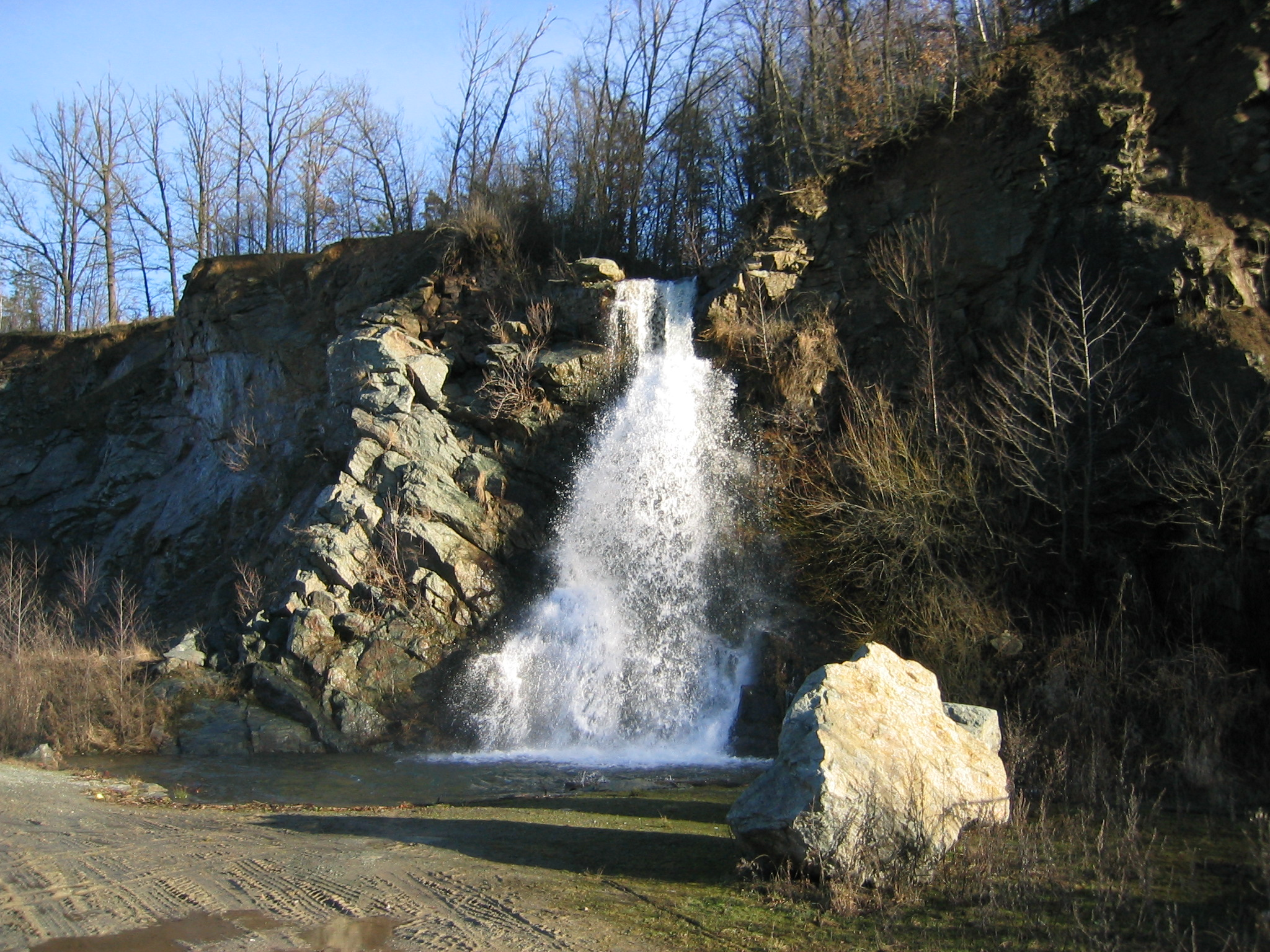
Po vydatném dešti